# Nymphon maoriana
Nymphon maoriana is een zeespin uit de familie Nymphonidae. De soort behoort tot het geslacht Nymphon. Nymphon maoriana werd in 1958 voor het eerst wetenschappelijk beschreven door Clark. 